# DOF adaptér

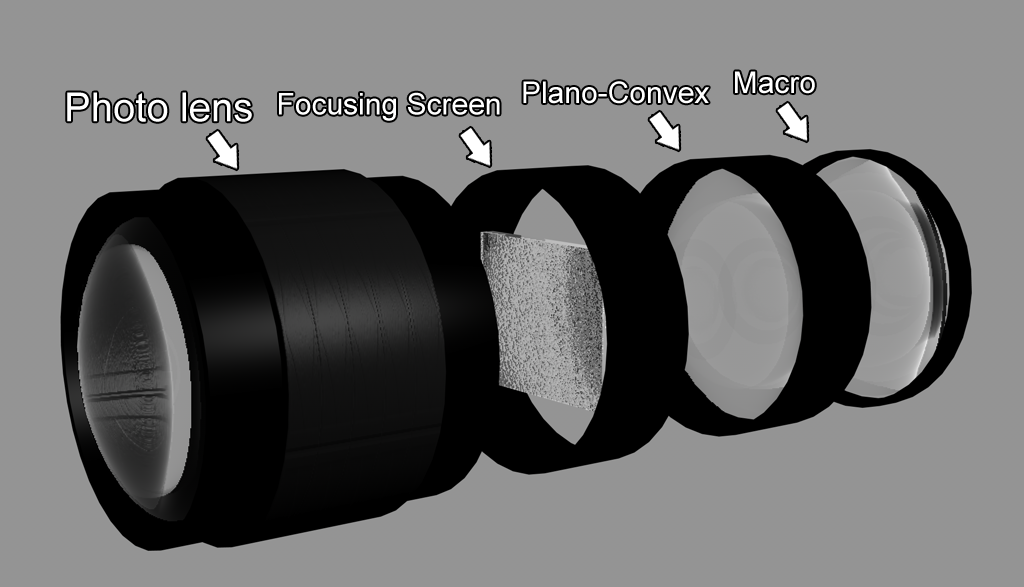
Příklad DOF adaptéru, který pro ostření používá statickou matnici

DOF adaptér (z angličtiny depth of field – hloubka ostrosti) se využívá ke zmenšení hloubky ostrosti u videokamer nebo malých kompaktních fotoaparátů, jejichž snímací čip není dostatečně velký na to, aby toho tyto přístroje dosáhly samy. Někdy se označuje také jako 35mm adaptér.

## Princip
DOF adaptér se (v nejzákladnějším provedení) skládá z matnice zasazené v tubusu, který je přišroubovaný ke kameře. Z druhé strany se na tubus připevní objektiv. Tímto druhým objektivem se provádí ostření (popř. i zoom). Optický systém kamery zůstává po celou dobu zaostřen na matnici.
S DOF adaptérem se můžeme setkat jak v profesionálním provedení (v ceně i přes 100 000 Kč), tak v amatérském (může být zakoupen za několik tisíc Kč nebo vyrobit sami doma). Existují i alternativy, kde matnice rotuje nebo vibruje (důvod viz prach na matnici). 

## Problémy

### Absence zoomu
Matnice určitou část světla absorbuje a proto je nutné používat objektiv co nejsvětelnější. Zpravidla tak nelze použít objektiv typu zoom, protože takové mívají menší světelnost než objektivy s pevným ohniskem.

### Vinětace
Rohy obrazu jsou tmavší. Lze kompenzovat achromatickou čočkou.

### Otočený obraz
Promítání obrazu na matnici způsobuje otočení obrazu o 180°. Pokud kamera nemá funkci otočení obrazu (jako že většina ji nemá), pak se musí použít externí LCD, který se otočí a připevní na kameru.

### Prach na matnici
Jelikož optika kamery musí zaostřit přímo na matnici, jsou vidět nečistoty, které se na ní nachází. Matnice proto musí být dokonale čistá (čehož je velmi těžké dosáhnout). Řešení je vibrující nebo rotující matnice, kde se nečistoty vlivem pohybu rozmažou.